# Optische Entfernungsmessung (Geodäsie)
Als optische Entfernungsmessung werden Methoden der Geodäsie bezeichnet, welche die oft benötigte Streckenmessung durch Messung des parallaktischen Winkels erlaubten.
Bis zur Jahrhundertwende (um 1900) waren die Theodolite ausschließlich für die Winkelmessung geeignet. Als erste Methode einer genäherten Streckenmessung führte Georg Friedrich von Reichenbach die Distanzfäden im Fadennetz ein, zwischen denen ein Abschnitt auf der Messlatte abzulesen und mit 100 zu multiplizieren war.
In der ersten Hälfte des 20. Jahrhunderts brachte die Firma Wild Heerbrugg – durch starke Impulse seitens moderner Maschinen- und Bautechniken angetrieben – geodätische Instrumente auf den Markt, die mit Zusatzgeräten für eine genauere Entfernungsmessung ausgerüstet waren. Man maß den parallaktischen Winkel nun an einer 2 Meter langen hochpräzisen Basislatte und berechnete die Entfernung trigonometrisch.
Bald splitteten sich diese Messlatten auf in:
- Messlatten mit horizontaler Lage: erzielten höhere Genauigkeit und wurden für die Landesvermessung eingesetzt
- Messlatten mit vertikaler Lage: eingesetzt in der Bauvermessung und der Ingenieurgeodäsie.

Heute sind diese Geräte – obwohl sie auch nach 50 Jahren noch klaglos funktionieren – zu reinen Liebhaber- oder Museumsstücken geworden. Sie wurden in den 1960er Jahren durch die elektronische Distanzmessung (EDM; Distanzer) mittels Mikrowellen, Laser- und infrarotem Licht abgelöst.
Die rasche (aber ungenauere) Entfernungsmessung mit den 1:100-Distanzfäden wird noch heute manchmal verwendet, wenn die Baufirma oder der Vermessungsingenieur gerade keinen Distanzer zur Verfügung hat.